# Allan Forrest
Allan Forrest (de son vrai nom Allan Forrest Fisher) est un acteur et réalisateur américain né le 1er septembre 1885 à Brooklyn et mort le 25 juillet 1941 à Détroit (Michigan).
Il fut l'époux d'Ann Little de 1916 à 1918, puis de Lottie Pickford de 1922 à 1928.

## Filmographie partielle

### comme acteur
- 1913 : Bloodhounds of the North
- 1914 : Discord and Harmony
- 1915 : Both Sides of Life
- 1917 : Mary l'enfant volée (Melissa of the Hills) de James Kirkwood Sr.
- 1917 : Volonté (American Methods) de Frank Lloyd
- 1918 : Pour les beaux yeux de Mary (The Eyes of Julia Deep) de Lloyd Ingraham
- 1918 : L'Aventure de Mary (Beauty and the Rogue) de Henry King : Richard Van Stone
- 1918 : Son triomphe (Social Briars) de Henry King
- 1920 : Jusqu'à la mort (Li Ting Lang) de Charles Swickard
- 1921 : Un lâche (The Man from Lost River) de Frank Lloyd
- 1921 : Une affaire mystérieuse (The Invisible Fear) de Edwin Carewe
- 1921 : Cheated Love de King Baggot
- 1922 : Le Roman de cousine Laure (Tillie) de Frank Urson
- 1922 : Lights of the Desert de Harry Beaumont
- 1923 : Le Petit Prince (Long Live the King) de Victor Schertzinger
- 1923 : L'Escapade (Crinoline and Romance) de Harry Beaumont
- 1924 : Dorothy Vernon (Dorothy Vernon of Haddon Hall)
- 1924 : La Sirène de Séville (The Siren of Seville)
- 1924 : Amour, Amour ! (In Love with Love) de Rowland V. Lee
- 1925 : Vieux Habits, Vieux Amis (Old Clothes) de Edward F. Cline
- 1925 : La Rançon (The Great Divide) de Reginald Barker
- 1926 : Two Can Play de Nat Ross
- 1926 : Fifth Avenue de Robert G. Vignola
- 1927 : Les Conquêtes de Norah (Ankles Preferred)  de John G. Blystone
- 1926 : Célibataires d'été (Summer Bachelors) de Allan Dwan
- 1928 : La Fiancée du désert (The Desert Bride) de Walter Lang
- 1928 : The Wild West Show de Del Andrews
- 1932 : L'Express fantôme (The Phantom Express) de Emory Johnson

### comme réalisateur
- 1915 : The Things in the Bottom Drawer
- 1917 : Tangled Threads